# Jermaine Love
Jermaine Love-Roberts (ur. 27 marca 1989 w Chicago Heights) – amerykański koszykarz, występujący na pozycjach rozgrywającego lub rzucającego obrońcy, obecnie zawodnik Kolossos H Hotels.
4 lipca 2018 został zawodnikiem greckiego Holargos BC.
11 sierpnia 2019 dołączył do Tezenis Scaligera Verona, występującego w II lidze włoskiej (Serie A2).
21 stycznia 2020 zawarł umowę z greckim Kolossos H Hotels.

## Osiągnięcia
Stan na 22 stycznia 2020, na podstawie, o ile nie zaznaczono inaczej.
College
- Zaliczony do:
  - I składu:
    - All-Region (2009, 2010)
    - All-Conference (2009, 2010)

  - II składu GLVC (2012)
  - III składu All-American (2010)